# Bataille de Saule
Croisades baltes
Batailles
- 1re Cēsis (1210) (en)
- Ümera (1210) (en)
- 1re Viljandi (1211) (en)
- Lehola (1215) (en)
- Riga (1215) (en)
- Otepää (1217) (en)
- Saint-Matthieu (1217) (en)
- Reval (1219)
- Lyndanisse (1219)
- Lihula (1220)
- Tallinn (1221) (en)
- 2e Viljandi (1223) (en)
- Tartu (1224) (en)
- Muhu (1227) (en)
- Saule (1236)
- Neva (1240)
- Izborsk (1241)
- lac Peïpous (1242)
- Embutė 1244 (lt)
- 2e Cēsis (1245) (lt)
- Durbe (1260)
- Rakvere (1268)
- Kernavė (1279)
- Garoza (1287) (en)

La bataille de Saule, aussi appelée bataille de Šiauliai (en lituanien : Saulės mūšis ou Šiaulių mūšis ; en letton : Saules kauja), est une bataille qui oppose les formations des chevaliers Porte-Glaive aux tribus païennes des Samogitiens, dans le cadre des croisades baltes. Elle se déroule le 22 septembre 1236 en Basse-Lituanie (Samogitie), à proximité de la ville de Šiauliai. Les Porte-Glaives y essuient une terrible défaite qui entraîne leur intégration dans l'ordre Teutonique sous le nom de l'ordre de Livonie. 

## Le lieu de l'évènement

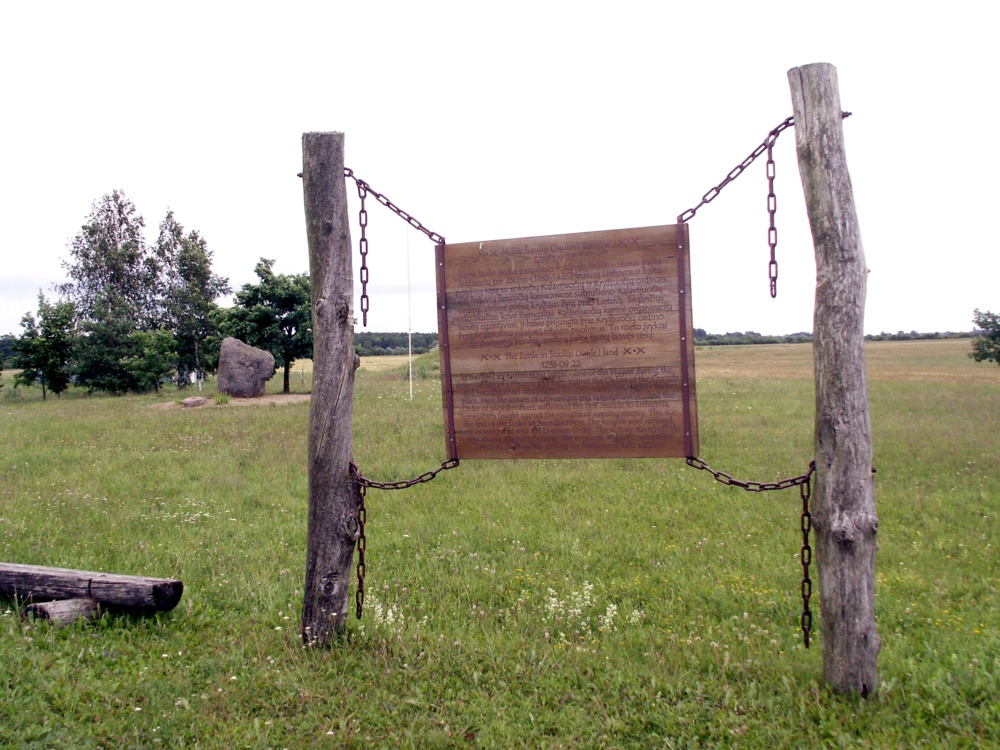
Mémorial à Jauniūnai.

Le recueil Chronicum Livoniae, écrit par le chapelain Hermann de Wartberge (en) vers 1378, mentionne que la bataille fit rage en terram Sauleorum, sans qu'il ait été prouvé que cet endroit soit l'actuelle ville de Šiauliai dans le nord de la Lituanie. Il s'agit possiblement d'un domaine plus vaste s'étendant de Šiauliai jusqu'à Vecsaule dans la municipalité lettonne de Bauska au nord. De récentes recherches indiquent que le combat se déroula près du village de Jauniūnai dans la municipalité de Joniškis.

## Contexte
L'ordre militaire des chevaliers Porte-Glaive est fondé à l'initiative de l'évêque Albert de Riga en 1202 dans le but de christianiser les populations baltes. Dans les années 1230, toutefois, les chevaliers se trouvent en situation préoccupante : ils ont des difficultés financières et la portée politique de l'ordre s'est fortement amenuisée. De plus, l'ordre est entré en conflit avec le roi Valdemar II de Danemark en Estonie où ils ont perdu le soutien de l'évêché de Riga et du pape Grégoire IX.
Le 19 février 1236, le pape appelle à une autre croisade contre les tribus baltes en Lituanie. Leur situation déplorable pousse des chevaliers à se montrer prudents et leur maître Volquin de Naumbourg hésite à marcher dans les territoires inconnus au sud. Néanmoins, au long de l'année, un grand nombre de croisés viennent et font pression pour une campagne contre les Samogitiens. 

## Prélude à la bataille
En automne 1236, finalement, Volquin conduit une campagne militaire vers le sud en Samogitie. Soutenus par le prince de Pskov et accompagnés par une force saisonnière de croisés originaires du Holstein, les chevaliers Porte-Glaive attaquent et pillent de vastes territoires, profitant du fait que les Samogitiens, pris par surprise, ont reculé devant l'attaque. Toutefois, le duc samogitien Vykintas parvient à rassembler une armée dans le dos des troupes croisées. À leur retour vers le nord, les chevaliers doivent donc faire face à des attaques de Samogitiens au passage d'une rivière. Pour ne pas perdre de montures en ces terrains marécageux, les Holstein refusent de combattre à pied, ce qui force la troupe à passer la nuit sur place et y monter un camp. Mais le lendemain matin, le jour de saint Maurice, une troupe plus nombreuse de Samogitiens, menés par leur prince Vykintas, et des forces emmenées par le prince Mindaugas, attaquent les croisés.

## Forces en présence

### Croisés
Les sources estiment que l'armée croisée au moment de la bataille est constituée d'environ 3000 soldats. Parmi ceux-ci, environ 2000 croisés viennent des territoires germaniques, notamment du Holstein. Le prince de Pskov a envoyé une force de 200 hommes. Enfin, des hommes venant des territoires sous contrôle de l'ordre des chevaliers Porte-Glaive, encadrés par une cinquantaine de chevaliers de l'ordre (certaines sources annoncent la participation de 55 frères de l'ordre à la campagne), complètent cette armée.
Les chevaliers, qu'ils soient membres de l'ordre ou croisés, sont protégés par des armures de plates ou des cottes de mailles, et armés de sabres, de haches et de piques. Ils constituent la principale force de frappe de l'armée croisée, par opposition à l'infanterie, peu protégée et armée de piques et d'arbalètes.

### Lituaniens
Les forces lituaniennes lors de la bataille ne sont pas connues avec précision dans les sources, mais doivent être au moins équivalentes à celles des croisées, soit au moins 3000 hommes.
L'équipement des troupes lituaniennes est plus léger que celui des croisés : cotte de mailles ou armure de cuir pour la protection, haches, lances et épées pour l'armement. Les soldats utilisent notamment plusieurs types de lances : des lances courtes utilisées comme armes de jet, et des lances plus longues pour le combat au corps à corps.

## La bataille
La cavalerie lourde des croisés tente de briser la ligne de défense des Lituaniens, mais l'environnement marécageux les pénalise et ils sont décimés par les javelots lancés par les Lituaniens. Ces derniers, plus mobiles, mettent en déroute l'armée croisée.
Les fantassins qui accompagnent les chevaliers peuvent pour la plupart fuir, tandis que ces derniers, dont Volquin, tombent au cours de la bataille. Les croisés et chevaliers Porte-Glaive qui tentent de fuir vers Riga sont tués par les Semigalliens, bien que les historiens ne savent pas si ces derniers ont réellement pris part à la bataille.

## Conséquences
Après cette défaite écrasante, ce qui reste de l’ordre des chevaliers Porte-Glaive accepte d'être incorporé dans l’ordre des chevaliers Teutoniques sous le commandement du grand maître Hermann von Salza. Avec l'accord de la papauté, l'intégration est menée à son terme en 1237. Les possessions des chevaliers au sein de la Confédération livonienne (Terra Mariana) sont transférées à la branche autonome de l'ordre Livonien,.
Sous la direction de Mindaugas, la Lituanie est parvenue à garder son indépendance. En état de conflit intérieur constant, le prince accepte le baptême en 1251 pour forger une alliance avec l'ordre de Livonie. Deux ans après, il se fait couronner roi de Lituanie par le pape Innocent IV.